# Илинг Трэйлфайндерс
«Илинг Трэйлфайндерс Рагби Клаб» (англ. Ealing Trailfinders Rugby Club) — английский регбийный клуб из Илинга (Большой Лондон), выступающий во третьей по силе лиге страны. Команда вышла во вторую лигу по итогам сезона 2012/13, однако по итогам года клуб вновь выбыл в третью лигу.

## История
Команда провела свой первый матч в 1869 году (несмотря на официально признанную дату основания — 1871 год). В первые годы существования клуб часто играл с такими соперниками, как «Уоспс», «Лондон Айриш», «Харлекуинс», «Ричмонд» и «Блэкхит». В 1894—1958 годах клуб неоднократно менял место расположения. Регбисты располагались на «Хангер Лейн», «Ганнерсбери Парк», «Дрэйтон Грин», «Сайон Лейн», «Хорсенден Хилл».
Матч в честь столетия команды состоялся в 1970 году — соперником выступили «Харлеуинс». В 70-х и 80-х годах XX века команда воспитала многих игроков графства Миддлсекс. В 1987 году клуб занял первое место в Лондонском дивизионе 1, и на протяжении следующих шести лет «Трэйлфайндерс» не опускались ниже второго места в лондонской лиге, но и не поднимались выше десятого в более высоком дивизионе, пятой Национальной лиге. Тогда клуб трижды становился победителем кубка Миддлсекс.
В 1996 году команда выбыла из первой лондонской лиги. В клубе были созданы секции молодёжного регби и мини-регби. В 1999 году коллектив переехал на арену «Трэйлфайндерс Спортс Граунд». Команда дважды получила Президентскую награду английского Регбийного союза. В 2007 году была отмечена их работа по повышению квалификации судей, методы которой впоследствии были применены в общенациональной программе подготовки. В 2008 году эксперты высоко оценили качество тренировки регбистов. В 2009 году команда представила двух игроков первой команды, воспитанных в юниорских составах «Илинга».
В сезоне 2009/10 команда стала единственным участником Национальных лиг, сумевшей набрать более тысячи очков в матчах чемпионата, на каждую игру приходилось более 36 баллов. Тем не менее, команда не смогла пробиться в первую Национальную лигу, проиграв «Баркингу» два очка, а «Росслин Парку» — одно. В следующем сезоне клуб запустил программу поддержки тренеров, направленной на продвижение регби в школах Илинга и Западного Лондона. В сезоне 2010/11 года крыльевой «Илинга» Филип Честерс отметился семьюдесятью попытками. Этот показатель стал рекордным для английского регби.

## Состав
Сезон 2013/14.